# Ле-Крут
Ле-Крут (фр. Les Croûtes) — коммуна во Франции, находится в регионе Шампань — Арденны. Департамент — Об. Входит в состав кантона Эрви-ле-Шатель. Округ коммуны — Труа.
Код INSEE коммуны — 10118.
Коммуна расположена приблизительно в 150 км к юго-востоку от Парижа, в 115 км южнее Шалон-ан-Шампани, в 37 км к юго-западу от Труа.

## Население
Население коммуны на 2008 год составляло 103 человека.
| 1962 | 1968 | 1975 | 1982 | 1990 | 1999 | 2008 |
| ---- | ---- | ---- | ---- | ---- | ---- | ---- |
| 148  | 134  | 138  | 114  | 114  | 113  | 103  |

## Администрация
| Период | Период | Фамилия               | Партия | Примечания |
| ------ | ------ | --------------------- | ------ | ---------- |
| 2001   | 2008   | Мари-Анн Альбер-Брюне |        |            |
| 2008   | 2014   | Филип Гренье          |        |            |
| 2014   | 2020   | Жан-Пьер Равизе       |        |            |

## Экономика
В 2007 году среди 54 человек в трудоспособном возрасте (15—64 лет) 41 были экономически активными, 13 — неактивными (показатель активности — 75,9 %, в 1999 году было 64,7 %). Из 41 активных работали 39 человек (23 мужчины и 16 женщин), безработных было 2 (0 мужчин и 2 женщины). Среди 13 неактивных 2 человека были учениками или студентами, 7 — пенсионерами, 4 были неактивными по другим причинам.